# Presas de la provincia de León
En León, se denominan presas a canalizaciones de agua utilizadas para la irrigación de prados y huertas. La toma de agua de estos cauces se realiza mediante pequeños puertos en ríos aledaños, desviando parte de su caudal hacia las tierras limítrofes.
Históricamente, el agua de las presas ha tenido gran importancia para la ciudad de León y su alfoz, así como para otras zonas de la provincia, siendo utilizadas para riego, molienda y abastecimiento de la población, además de para la generación de electricidad en épocas más recientes. Algunas localidades de la provincia llegan incluso a recibir su nombre por la proximidad de estas presas, como Canaleja o Villaobispo de las Regueras.

## Historia
Aunque es posible que el campamento romano de la Legio VII Gemina ya contase con regueros que abastecieran de agua a la ciudad, el origen las presas actuales se remonta a la Edad Media. A partir del siglo X y por influencia mozárabe, comenzaron a utilizarse presas para regadío y se fueron estableciendo molinos sobre las mismas para obtener harina aprovechando la fuerza motriz del agua.
Las presas solían ser propiedad de conventos o monasterios y el uso del agua estaba estrictamente regulado, así como la limpieza y reparación de la canalización. Aun así, los conflictos fueron frecuentes y se llegaron a establecer comunidades de regantes, jueces y alcaldes preseros para su administración.
A comienzos del siglo XX algunos molinos harineros pasaron a convertirse en fábricas de luz que generaban electricidad para pequeños núcleos de población, aunque desde mediados de siglo tanto los molinos como las presas comenzaron un lento declive.
En la actualidad muchas presas continúan siento utilizadas, especialmente para la irrigación de pastos, constituyendo elementos paisajísticos y ecológicos de alto valor. Sin embargo, muchas se encuentran en peligro de desaparición tanto por la presión urbanística como por la limitación en la captación de agua y la destrucción de los puertos en los ríos de donde se abastecen.